# Joseph Willy Romélus
Joseph Willy Romélus (ur. 17 stycznia 1931 w Arniquet, zm. 12 sierpnia 2025 tamże) – haitański duchowny rzymskokatolicki, w latach 1977-2009 biskup Jérémie.

## Życiorys
Święcenia kapłańskie przyjął 13 lipca 1958. 26 kwietnia 1977 został prekonizowany biskupem Jérémie. Sakrę biskupią otrzymał 26 czerwca 1977. 6 sierpnia 2009 przeszedł na emeryturę.